# Уинн, Артур (кроссвордист)
Артур Уинн (англ. Arthur Wynne, 1871—1945) — американский журналист британского происхождения, газетный редактор и создатель головоломок; изобретатель кроссворда.

## Биография

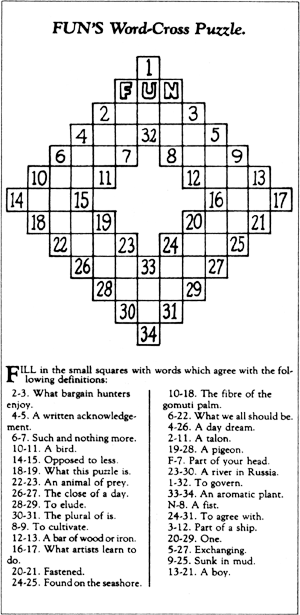
Первый «ворд-кросс» Уинна, 1913

Уинн родился в Великобритании, в Ливерпуле. В 1880-х годах эмигрировал в США. Без особого успеха занимался журналистикой; стал редактором раздела головоломок газеты New York World.
В качестве новой головоломки для рождественского издания газеты 21 декабря 1913 года создал «ворд-кросс» (англ. word-cross, «крестословица») — первый современный кроссворд. Новый тип головоломки завоевал популярность у читателей. Уинн продолжал составлять еженедельные «кросс-ворды» (англ. cross-word; название головоломки, начиная с 1914 года), пока не ушёл на пенсию в 1918 году.
В 1924 году изобретение Уинна стало резко набирать популярность: кроссворды появились в других американских газетах (начиная с New York Herald Tribune), а в апреле был опубликован первый сборник кроссвордов в виде книги. Интерес к кроссвордам быстро пересёк Атлантику, и сам Уинн составил первый британский кроссворд, который был опубликован в Sunday Express в ноябре 1924 года.
Уинн умер в 1945 году, не оставив ни мемуаров, ни дневников.